# 1956年冬季奥林匹克运动会
第七届冬季奥林匹克运动会（英語：the VII Olympic Winter Games），于1956年1月26日至2月5日在意大利科蒂纳丹佩佐（Cortina d'Ampezzo）举行。

## 焦点
- 在高山滑雪比赛中，奥地利人托尼·赛勒（Toni Sailer）获得了全部三个项目（高山速降、障碍滑雪、大回转）的金牌。
- 日本运动员猪谷千春在高山滑雪小回转项目上获得一枚银牌，成为第一位夺得冬奥奖牌的亚洲运动员。

## 比赛项目
| - 冰球 - 高山滑雪 - 雪车 - 花样滑冰 |  | - 速度滑冰 - 越野滑雪 - 北欧两项 - 跳台滑雪 |

## 参赛国家和地区
共有32个国家的代表团参加了科蒂纳丹佩佐冬奥会，其中苏联、玻利维亚、伊朗都是首次参加冬奥会。

| - （10） - 奥地利（66） - 比利时（6） - 玻利维亚（1） - 保加利亚（7） - 加拿大（37） - 智利（4） - 捷克斯洛伐克（41） - 芬兰（34） - 法国（37） - 德国联队（75） | - 英国（45） - 希腊（3） - 匈牙利（2） - 冰岛（8） - 伊朗（4） - 意大利（79） - 日本（10） - 韩国（4） - 黎巴嫩（3） - 列支敦士登（8） - 荷兰（8） | - 挪威（51） - 波兰（53） - 罗马尼亚（20） - 苏联（67） - 西班牙（14） - 瑞典（68） - 瑞士（61） - 土耳其（6） - 美国（74） - 南斯拉夫（18） |

## 奖牌榜
此为奖牌榜前10位
| 排名 | 国家／地区 | 金牌 | 银牌 | 铜牌 | 總數 |
| ---- | ---------- | ---- | ---- | ---- | ---- |
| 1    | 苏联       | *7*  | 3    | 6    | 16   |
| 2    | 奥地利     | 4    | 3    | 4    | 11   |
| 3    | 芬兰       | 3    | 3    | 1    | 7    |
| 4    | 瑞士       | 3    | 2    | 1    | 6    |
| 5    | 瑞典       | 2    | 4    | 4    | 10   |
| 6    | 美国       | 2    | 3    | 2    | 7    |
| 7    | 挪威       | 2    | 1    | 1    | 4    |
| 8    | 意大利     | 1    | 2    | 0    | 3    |
| 9    | 德国联队   | 1    | 0    | 1    | 2    |
| 10   | 加拿大     | 0    | 1    | 2    | 3    |

*兩位蘇聯滑冰運動員在競速滑冰1500公尺賽事都奪得金牌。